# Torre del Hochfirst

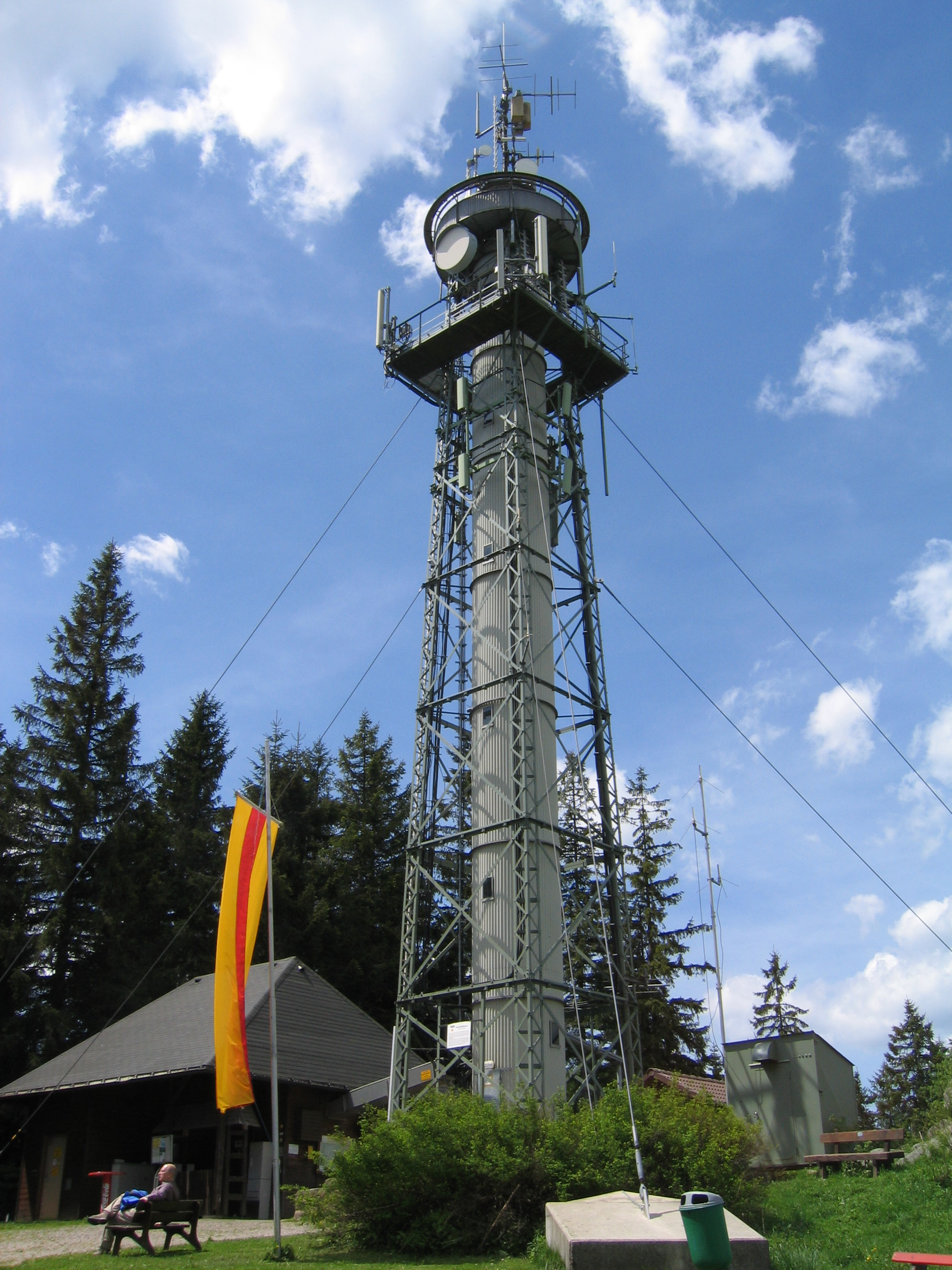
la torre de Hochfirstturm

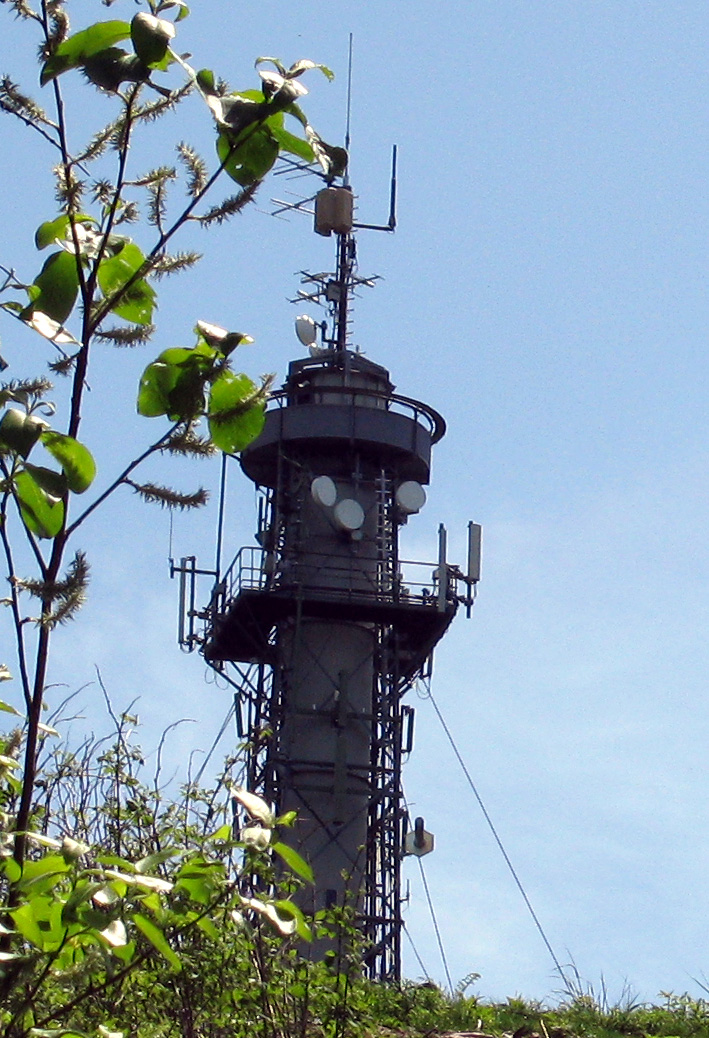
La parte alta de la torre

La torre del Hochfirst (en alemán: Hochfirstturm) es una torre de observación sobre el monte Hochfirst en la Selva Negra en el sur de Baden-Wurtemberg, Alemania.

## Historia
La ubicación geográfica particular del monte Hochfirst y el hecho de que cuando el tiempo está claro se tiene una espléndida vista panorámica hicieron pensar al grupo local del Club de la Selva Negra de Neustadt en la construcción de una torre de observación en su cumbre. Este grupo local del club fue fundado en 1895 y ya en 1898 la primera torre del Hochfirst fue construida e inaugurada en setiembre del mismo año. Era una torre de madera de una altura de 35m. El 23 de enero de 1890 un temporal huracanado arrancó la torre de su base y la descompuso en sus partes. Todavía en el mismo año una nueva torre fue construida.

## Estructura
La nueva torre descansa todavía sobre la base de piedra natural de la primera torre. Tiene sólo una altura de 25 m, pero esto es suficiente para tener una vista panorámica. Es una  torre es de armazón de acero con una escalera de caracol cubierta que tiene 123 escalones. La torre está bajo la protección del patrimonio nacional.

## Vista
Para gozar de la vista se debe subir, porque la cumbre del monte está cubierta de bosque. Se ve el paisaje circundante de la Selva Negra, el lago Titisee, los montes Feldberg y Kandel, y, cuando el tiempo está claro, se puede ver aún los Alpes.